# Woustviller
Woustviller (Duits: Wustweiler in Lothringen) is een gemeente in het Franse departement Moselle in de regio Grand Est en maakt deel uit van het arrondissement Sarreguemines. De gemeente telde 2.822 inwoners op 1 januari 2022.

## Geschiedenis
De gemeente maakte tot 2015 deel uit van het kanton Sarreguemines-Campagne. Toen het kanton op 22 maart 2015 werd opgeheven werd Woustviller opgenomen in het kanton Sarralbe.

## Geografie
De oppervlakte van Woustviller bedraagt 10,97 vierkante kilometer; Op 1 januari 2022 was de bevolkingsdichtheid 257,2 inwoners per km².

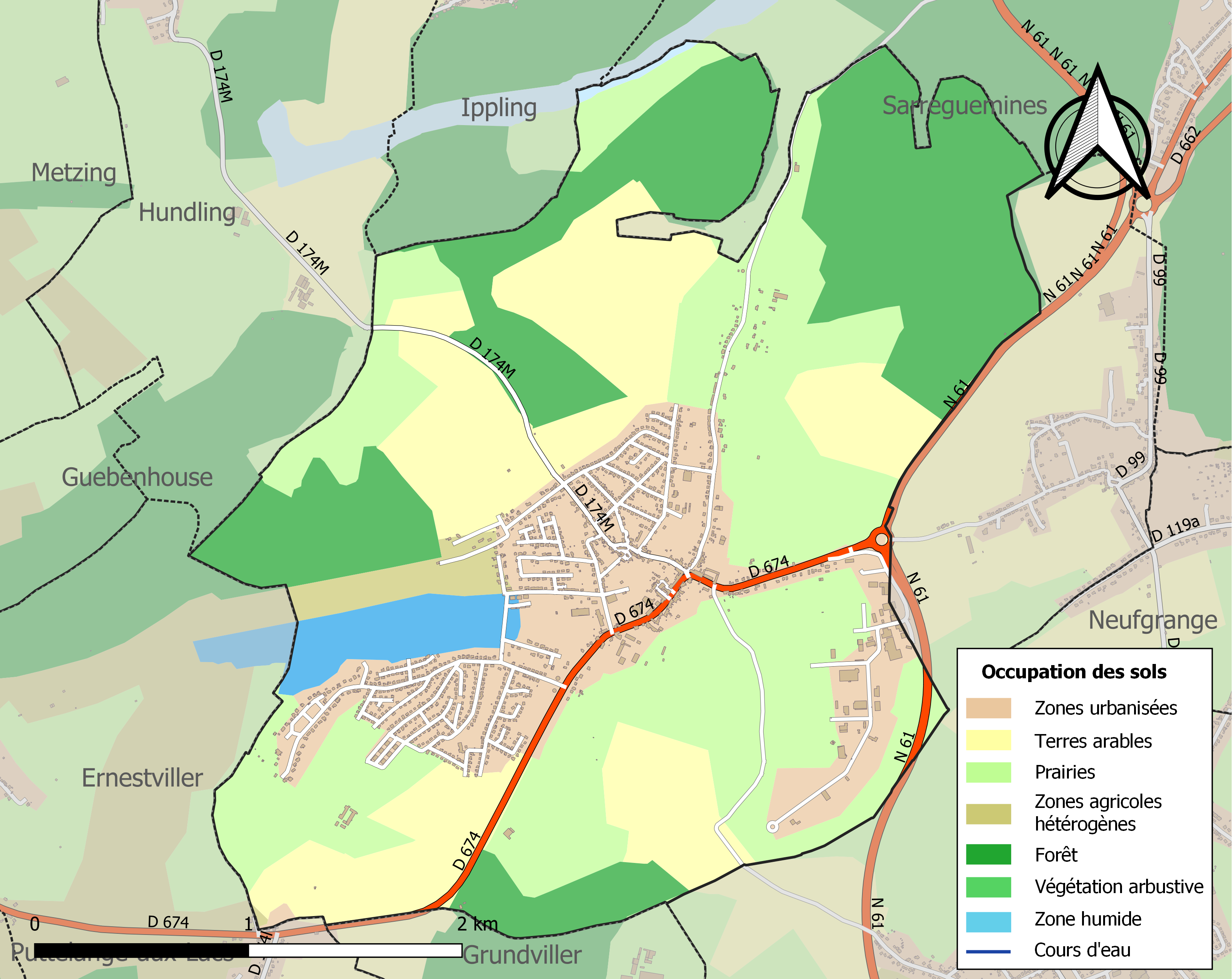
Kaart van de gemeente met de belangrijkste infrastructuur, bodemgebruik en omliggende gemeenten

## Demografie
Onderstaande figuur toont het verloop van het inwonertal.